# 電気機器の冷却方式
電気機器の冷却方式（でんきききのれいきゃくほうしき）の記事では、多種多様な電力機器（含、電子機器）のうちでも、特に冷却が重要である、いわゆる強電の機器・電気機器の冷却について述べる。電気機器では、主に損失によって熱が発生する。たとえば、トランスによる電力の変換などにおいて、もし仮に損失が無く100%理想的に変換されれば、エネルギー収支として熱は絶対に発生しない。しかし一般には銅損や鉄損などといった損失をゼロにはできず熱が発生する。ある程度は自然の熱伝導に任せることもできるが、自身の発熱により自身の正常動作する温度範囲を越える、であるとか、正のフィードバックがあるため熱暴走を起こすであるとか、使用している部品が高温の環境下では極端に寿命が縮まる（例えばキャパシタには、「摂氏85度品」と「摂氏105度品」といったようなグレードがある）といった問題がある場合は、適切な熱設計が必要となる。熱設計の一部として冷却の設計があり、以下で述べるような各種の冷却法が選択される。電子機器等の冷却についても一部触れるが、主な記述はCPUの冷却装置の記事などを、また冷却に関する一般的な話は空冷・水冷・液冷の各記事も参照のこと。

## 風冷式
外部空気で直接冷却するもので、主に小型機器に用いられる。フィンなどで機器の放熱面積を大きくすることが多い。粉塵による放熱面の汚損・吸湿による絶縁体の絶縁耐力低下の対策が必要である。
自然風冷式放熱面に接する空気の温度上昇による対流を利用して冷却する。
強制風冷式放熱面にファンなどで外部空気を流通させて冷却する。

## 気体冷却式
機器内部に封入された気体で冷却するもので、主に大型機器に用いられる。内部気体の冷却機構が必要である。

### 気体の種類

#### 水素ガス
- 乾燥空気冷却との比較
  - 風損・摩擦機械損が10%減少する。
  - 表面熱伝達率・熱伝達率が大きく、機器の小型化が可能である。
  - 不活性ガスであるため絶縁体の劣化が少ない。
- 大容量の電磁石同期発電機に使用されている。

#### 乾燥空気
- 吸湿による絶縁体の絶縁耐力低下が防止できる。
- 粉塵による機器内部の汚損がほとんど無い。
- 絶縁耐力をSF6ガスと同一にするためには、内部圧力を高め圧力容器への収納が必要である。
- 中容量の電磁石同期発電機などに使用されている。

### SF6（六フッ化硫黄）ガス
- 絶縁耐力が同一圧力の乾燥空気より高い。
- 難燃性である。
- 不活性ガスであるため絶縁体の劣化が少ない。
- 温室効果ガスであり、大気中への放出が規制されている。
- 大容量の変圧器に使用されている。

### 内部気体の冷却機構
冷凍機式冷凍機で冷却した冷却媒体と熱交換することにより冷却するもの。
インナークーラ冷却式主熱交換器のほかに、特に温度上昇を防止したい部分の近くに別の熱交換器を設置し冷却するもの。

自冷式熱交換器を外部空気の対流により冷却するもの。
風冷式熱交換器をファンによる空気の流通により冷却するもの。
水冷式水冷の熱交換器を使用するもの。

## 相変化冷却式
媒体の相変化（液体からの気化）の気化熱により熱を奪い、また気体になることによる体積の爆発的膨張ないしその密度変化を利用して媒体を移動させる。蒸発冷却・沸騰冷却とも言う。密閉容器に媒体を封入したヒートパイプにより、この方式による冷却と熱移動を手軽に高い信頼性で利用できる。他に、液浸冷却の一種として、沸点の低い媒体に機器を浸けることによりこれを行う、といったものもあるが、液浸槽から発生する気体を回収して再凝縮させるためにおおがかりな機器となりがちで、採用例はあまり多くない。

### ヒートパイプ

#### 一般的なヒートパイプ
細長い密閉容器中に媒体を封入してある。媒体の移動に重力を利用するものでは、受熱部を下部、放熱部を上部に配置しなければならない。パイプ中央の空洞を気体の移動に利用し、パイプ内壁に金網などのようなものを付け、毛細管現象で液体を移動させるものもある。後述のパーソナルコンピュータ用以前に、人工衛星などの宇宙用としてさかんに研究されたものであり、宇宙用としては当然ながら重力は利用できないので毛細管現象を利用している。なお、重力下では毛細管現象を利用するタイプでも重力の影響も考慮する必要があり、ヒートパイプを利用している製品で、設置方向の指定がある場合がある。
熱媒体としては、純水・PFCなどが用いられる。電気機器では大型の静止機器に用いられる。CPUの冷却装置では、大型のヒートシンク内の熱移動用に多用されている。

#### 自励振動式ヒートパイプ
（oscillating heat pipe）受熱部と放熱部との間を熱媒体を封入した一本の細管を何回も往復させた構造をしている。
受熱部で熱媒体が沸騰し、その気相の膨張により液相と気相が熱とともに放熱部へ移動する。放熱部で冷却されると、気相が収縮し冷却された液相が受熱部へ戻る。この自励振動により熱を輸送する。

## 液冷却式
一般に、絶縁油が用いられる。絶縁油の管理が必要である。変圧器・電力用コンデンサなどに用いられる。

### 絶縁油の冷却方式
油入式油の温度変化による自然対流を利用したものである。
- 自冷式
- 風冷式
- 水冷式

送油式油をポンプで強制循環させるものである。
- 送油自冷式
- 送油風冷式
- 送油水冷式

### 絶縁油の劣化
変圧器の場合、負荷や周囲温度の変化により油の体積が変化し、空気がタンク内を出入りする。これを呼吸作用という。外部空気中の湿気や酸素により絶縁油が劣化し、不溶性スラッジの生成・絶縁耐力の低下が起こる。

### 絶縁油劣化防止方式

#### 開放式
コンサベータと呼ばれる小タンクを本体タンク内上部に設けて、その中でシリカゲルなどの吸湿材入りの吸湿呼吸器を通じた呼吸作用を行わせる。

#### 不活性ガス封入式
不活性ガスにより、外気との接触をなくすものである。
密閉式圧力タンクを設けるものである。
浮動タンク式シール用油の入った、浮動タンクで体積変化を吸収するものである。

#### 隔膜式
絶縁油と空気の間に隔膜を設けるものである。
- 袋型隔膜式
- 金属ベロー式

## 電子機器の冷却

### CPUの冷却装置
基本的には多種あるICとCPUとで何ら変わる所は無いが、近年の高性能マイクロプロセッサなどでは数平方cmの面積で数百ワットの発熱があるなど、密度が尋常でない点が特異である。またCPU（中央処理ユニット）に限らず、GPU他の周辺のプロセッサにおいても基本的には何ら変わる所は無いが、デスクトップPCのマザーボードではフォームファクタ等の事情で、「CPUクーラー」と「ビデオカードクーラー」の形態が全く異なっている、というような特殊事情がある（ノートPC等では、特に区別なく熱設計が行われている）。詳細はCPUの冷却装置の記事を参照。
パーソナルコンピュータでは1990年代の後半過ぎから問題となってきたCPUの発熱であるが、コンピュータの歴史から見れば、1964年にはCDC社が液冷を利用した冷却システムの特許（U.S.Pat. 3,334,684）を出願していたりするように、HPCにおいて、集中して発生する熱を冷却することが問題となったのは、半世紀以上も前からのことである。